# غاري ويتني
غاري ويتني (19 مارس 1951 في أستراليا - ) (بالإنجليزية: Gary Whitney)‏ هو لاعب كريكت أسترالي. لعب مع فريق تسمانيا للكريكت.

## وصلات خارجية
- غاري ويتني على موقع إي آس بي آن كريك إنفو (الإنجليزية)